# Chiesa di Santa Croce (Riva San Vitale)
La chiesa di Santa Croce è un edificio religioso tardorinascimentale che si trova a Riva San Vitale.

## Storia

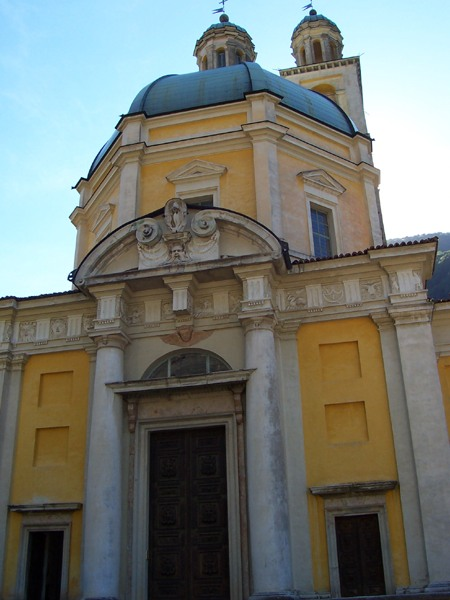
Facciata

Il Tempio di Santa Croce fu edificato tra il 1580 e il 1584 per volere di Giovanni Andrea della Croce, arciprete di Riva San Vitale dal 1553 al 1563. Il vescovo di Como Filippo Archinti lo consacrò solennemente il 30 maggio 1599.
Giovanni Andrea Della Croce volle che il Tempio fosse dedicato alla Santa Croce per onorare il nome della Famiglia. I Della Croce  si erano trasferita a Riva San Vitale sulla fine del Quattrocento. Giovanni Antonio Della Croce, castellano ducale a Bellinzona dal 1479 al 1499 ai tempi del duca Galeazzo Maria Sforza, dopo il matrimonio con Giacomina Pianta, stabilì la sua dimora in una villa di proprietà del casato dei Pianta.  Oggi la villa è sede dell’Istituto Canisio - Opera Don Guanella.
Nel testamento il Della Croce dotò la chiesa di una cospicua rendita proveniente da fondi ed edifici di sua proprietà situati in territorio di Mendrisio e Riva San Vitale. Il Rettore del Tempio, che aveva il compito di garantire le funzioni liturgiche quotidiane, era nominato direttamente dai Della Croce.
Il Tempio custodisce il sepolcro  di Giovanni Andrea Della Croce.

## Esterno
L’architetto Giovan Antonio Piotti, detto il Vacallo, molto attivo in quegli anni nel territorio di Como, realizzò l’edificio negli anni 1588-1592, secondo i canoni della maniera rinascimentale. Il Vacallo si ispirò a Pellegrino Tibaldi, al quale il Tempio venne per molto tempo erroneamente attribuito. L’attribuzione al Piotti è da attribuirsi al professor Stefano Della Torre, della Facoltà di Architettura del Politecnico di Milano
Sulla pianta centrale ottagonale in stile greco bizantino si aprono: l'altar maggiore, in asse con il portale d'ingresso principale, due cappelle, sui due bracci della croce greca e quattro nicchie angolari. Il tutto è sovrastato dall'impressionante volume della cupola che ripropone la maestosità dei mausolei classici ed evoca il valore simbolico della resurrezione attribuito all’ottagono. 
In facciata il portale è definito da due colonne d’ordine tuscanico che sorreggono un timpano mistilineo in cui varie figure geometriche si compenetrano dando all’insieme un dinamismo che anticipa il barocco. 
Le paraste laterali, il fregio decorato con metope e triglifi di gusto classico e il tiburio riprendono i motivi dell’architettura rinascimentale. 
I battenti dei tre portoni in noce sono intagliati con mascheroni che riprendono le figure del fregio.
Un'imponente cupola in rame con lanterna sovrasta il tiburio ottagonale su cui si aprono otto ampie finestre che danno luce all'interno. 

## Interno
Al centro del pavimento di piastrelle di marmo policromo sono raffigurati i simboli della Passione di Cristo: la Colonna della flagellazione, la Scala della Deposizione, la lancia che squarciò il costato di Cristo.
Quello che più colpisce di questo monumento è lo sviluppo verticale dello spazio, che attira lo sguardo verso l’alto. 
Gli affreschi della cupola, ora quasi completamente distrutti dalle infiltrazioni, sono riconducibili alla bottega dei Fratelli Pozzi di Gandria, in Valsolda. 
Nelle nicchie angolari i motivi a grotteschi e mascheroni, che racchiudono  paesaggi e vedute dei possedimenti dei Della Croce, sono la cifra evidente di un programma decorativo unitario, che vide l’avvicendarsi di artisti diversi. 
Le otto colonne su cui poggia il fregio con triglifi che regge i costoloni della cupola sono decorati ad encausto ad imitazione del marmo.
L'intero programma decorativo evoca il passaggio dalla caducità della vita all’eternità dello spirito. 
Più lo sguardo sale al cielo e più le decorazioni si fanno tenui ed eteree. 
Dalle figure teriomorfe, metà donne e metà uccelli della zoccolatura si passa agli stucchi con insegne e simboli delle arti fino ad arrivare sempre più in alto al grande affresco del Giudizio Universale sulla volta della cupola.
Le tele sugli altari sono di Camillo Procaccini e della sua scuola.
L’altare maggiore è dedicato alla Leggenda della Vera Croce. Sull’altare Sant'Elena, madre dell’Imperatore Costantino porta la croce a Gerusalemme, sul luogo dove verrà eretta Basilica del Santo Sepolcro; Il Ritrovamento della Vera Croce, sulla grande tela di destra; Il Sogno di Costantino con l'apparizione della Vera Croce prima della Battaglia di Ponte Milvio, sulla tela di sinistra. Sulla volta affreschi della scuola del Procaccini
La cappella di sinistra è dedicata alla Madonna: sull’altare abbiamo l'Assunzione della Vergine, attorniata dagli Apostoli. Sulla sinistra vi è l'Annunciazione, mentre a destra troviamo la Visitazione di Maria a Elisabetta.
La cappella alla destra dell’altar maggiore è dedicata alle Storie della vita di San Bernardino da Siena al quale era devoto il vescovo Bernardino Della Croce, cameriere segreto di Paolo III Farnese, Canonico della Basilica di San Pietro e vescovo di Casale Monferrato e poi di Como.
Le tele raffigurano: la Predicazione di San Bernardino, sull’altare, la Distribuzione dei pani ai poveri, a sinistra;  la Vestizione del Santo a destra. 
Le balaustre e le acquasantiere sono in marmo d’Arzo.
Il campanile ha tre campane. Due furono realizzate nel 1588, mentre la terza fu fusa nel 1590. Nel 1946 la fonderia Barigozzi di Milano rifuse le campane. 
Tra il 1967 e il 1975 il Tempio fu restaurato dall'architetto Aurelio Galfetti. 
Nel 2010 dalla chiesa furono trafugati dieci dipinti delle predelle delle pale d'altare attribuite agli allievi di Camillo Procaccini.

## Elenco opere trafugate
Predella dell'altar maggiore: Sant'Elena assiste alla rinascita di un cadavere al cospetto della Vera Croce e Quattro Evangelisti.
Predella della cappella dell'Assunzione: Morte di Maria e due Dottori della chiesa, San Gerolamo e Sant'Agostino.
Predella della cappella di San Bernardino: San Bernardino assiste i malati e un Sant'Ambrogio, il quadro di San Gregorio è ancora in loco.